# Omegaverse
Omegaverse, también conocido como A/B/O (abreviación de "alfa/beta/omega"), es un subgénero de la ficción erótica especulativa, que originalmente era un subgénero del fan fiction slash erótico. Las historias con este género tienen como premisa una sociedad alternativa donde los humanos están divididos en una jerarquía de dominancia entre individuos dominantes denominados como "alfa", neutrales conocidos como "beta", sumisos llamados "omega".

## Características del omegaverse
El omegaverse combina los sexos femenino y masculino, con un "género secundario" o una "dinámica secundaria", que se manifiesta durante la pubertad. Usualmente se las describe como:
- Alfa (α): Son retratados socialmente (y en algunas interpretaciones, biológicamente) como individuos dominantes, físicamente atléticos y fuertes, de temperamento intenso y líderes naturales.
- Beta (β): Dependiendo de la historia, pueden ser retratados como humanos comunes y corrientes, sin ciclos de celo, sin feromonas o sin reacción a las feromonas de alfas y omegas, o ser una mezcla de características de alfas y omegas, en algunas obras tienen sus propias características.
- Omega (Ω): Son retratados como individuos sumisos y gentiles, generalmente calmados y que buscan mantener la convivencia pacífica.

El omegaverse es un género categorizado como folcsonomía, por lo que algunos aspectos son incluidos o excluidos según el criterio del autor.  En ocasiones los betas son excluidos, o pueden aparecer algunos otros géneros intermedios como lo son los "Deltas" y los "Gammas".
|       | Masculino            | Masculino           | Femenino             | Femenino            |
| ----- | -------------------- | ------------------- | -------------------- | ------------------- |
|       | Genitales Masculinos | Genitales Femeninos | Genitales Masculinos | Genitales Femeninos |
| Alfa  | SÍ                   | NO                  | SÍ                   | SÍ                  |
| Beta  | SÍ                   | NO                  | NO                   | SÍ                  |
| Omega | SÍ                   | SÍ                  | NO                   | SÍ                  |

El omegaverse generalmente se enfoca en comportamientos de lobo u otros caninos en humanos, especialmente en lo que respecta al ámbito sexual y a la sexualidad, lo que es descrito como instintivo y responde a los estímulos fisiológicos animales. Puede incluir rituales de apareamiento, ciclos de celo, feromonas y atracción entre alfas y omegas, penes con la capacidad de ensancharse (conocido como nudo), marcajes con esencia, imprimación, estructuras corporales diferenciadas y lazos permanentes con la pareja. Entre alfas y betas, únicamente las mujeres pueden mantener un embarazo, sin embargo los omegas varones comúnmente pueden quedar embarazados a través de un útero conectado al recto, y los alfas pueden preñar independientemente de su género principal.  Para facilitar la penetración y la impregnación, los omegas generalmente producen lubricante.
El género generalmente presenta otros elementos fantásticos como lo son la presencia de hombres lobo u otras criaturas fantásticas cambiaformas. Algunas obras introducen un estricto sistema de castas donde los alfas son descritos como la clase élite, mientras que los omegas están en la base de la pirámide y enfrentan discriminación y opresión debido a su fisiología, creando un ejemplo de determinismo biológico, y en algunas historias esto resulta en relaciones no consensuadas o con dudoso consentimiento, embarazos forzosos, maltratos,secuestros y esclavitud sexual.
Las obras bajo el género del omegaverse generalmente están centradas en parejas masculinas compuestas de un alfa y un omega y muy pocas veces compuestas de un alfa y un curro o un Omega y un curro. Algunas temáticas del género pueden llegar a tratarse respecto a relaciones ilícitas entre alfas u omegas que esconden su olor usando feromonas químicas para evitar los prejuicios biológicos, u omegas dominantes y alfas sumisos, generalmente este tipo de parejas no convencionales están retratados en los trabajos japoneses del omegaverse.
Mientras los términos "A/B/O" y "Omegaverse" pueden ser usados de forma indiscriminada, el primero se refiere únicamente a las dinámicas sexuales, mientras que el segundo hace referencia a una historia que se desarrolla en un nuevo mundo ideológico. En cualquier caso, "A/B/O" es menos usado desde que su deletreo hace referencia a un insulto en relación con los Aborígenes Australianos.

## Historia
Los tropos de género asociados con el omegaverse emergieron en los años de 1960 en los fanfictions basados en la serie de televisión estadounidense "Star Trek". Donde el episodio "Amok Time" introdujo el concepto de pon farr, donde los vulcanos masculinos tenían un ciclo de apareamiento en el que debían aparearse o morir. Así el pon farr se volvió un concepto popular en los trabajos de los fans de Star Trek, particularmente en la ficción enfocada entre Kirk y Spock. El concepto de emparejamiento y del ciclo de celo entre humanos fue subsecuentemente adaptado por otros fandoms, y se volvió un pilar del subgénero del omegaverse. Ursula K. Le Guin también escribió en 1969 una novela llamada "La mano izquierda de la oscuridad", que trata acerca de un extraterrestre andrógino, con características hermafroditas y ciclos de apareamiento llamado kemmer.
El origen del omegaverse contemporáneo está típicamente atribuido al fandom de la serie "Supernatural", como una rama del subgénero erótico del embarazo masculino; el primer trabajo reconocido como A/B/O fue publicado en los mediados del 2010. En mayo de ese mismo año, un trabajo escrito fue compartido en la comunidad de LiveJournal dedicada a la serie mencionada. Y a pesar de no haber utilizado el término "omega" dentro de la historia, se crearon varias de las características que posteriormente fueron asociadas con el género del omegaverse. Unos meses después, otro trabajo anónimo fue compartido con historias similares, hasta noviembre 9 en donde una nueva obra mencionaba las categorías de beta, alfa y omega masculinos por primera vez, llevando a cabo la creación de 3 trabajos. Para junio del 2011, el término del "Omegaverse" y sus dinámicas se volvieron algo común; y para los próximos meses, el primer trabajo enfocado en parejas femeninas fue publicado, fuera del fandom de Supernatural. Este género posteriormente se expandió en popularidad a otras comunidades: primero a esas enfocadas en Sherlock y X-Men: Primera Generación, posteriormente alcanzó otros fandoms como lo fueron las series televisivas de Hannibal, Teen Wolf, Glee, Doctor Who y la película de los Avengers. En 2014 ganó fuerza en Japón.

## Recepción
El omegaverse se ha vuelto extremadamente popular y controversial en las comunidades de fandoms. Algunos lo consideran como algo repugnante y enfermizo, afirmando que reafirma los valores patriarcales y la cultura de la violación, objetando sus raíces en la bestialidad ficticia, así como también en la balanza de poder entre los géneros. En cambio, otros aprecian como deconstruye los cuerpos y los roles de género, ofreciendo un trasfondo social de la identidad queer y la opresión.
Las opiniones académicas están igualmente divididas entre aquellos que piensan que el omegaverse muestra distintos elementos del esencialismo combinado con homofobia y elementos heteronormativos, y aquellos que piensan que esto abre un espacio a la lectura con apertura a la visión transgénero. De acuerdo con la investigadora Milena Popova, "las características del género A/B/O permite la exploración de temas de poder, deseo, placer, intimidad, romance, control y consentimiento en una variedad de formas", y es usado por los autores y lectores "como una herramienta para articular y pensar acerca de problemas del consentimiento en relaciones desiguales". De igual forma, Laura Campillo Arnaiz argumenta que los trabajos más oscuros del omegaverse sirven para ganar control en los sentimientos de humillación y soledad que lo caracteriza, creando una experiencia catártica.
Angie Fazekas escribió que, "en el omegaverse, los fans utilizan ciertas temáticas tradicionales de género y sexualidad para imaginar un universo donde la sexualidad queer es la norma y los roles de género normativo son a menudo sesgadas y volteadas", pero falla para ofrecer un progreso real desde que, al igual que otros fanfictions, sus trabajos son predominantemente centrados en relaciones entre hombres blancos.

## Impacto
Para julio de 2018, cerca de 39.000 fanfictions de omegaverse han sido publicados en el sitio Archive of Our Own, y para el 2020 eran cerca de 70.000.  En adición a esto, el omegaverse ha emergido como su propio género comercial y original de ficción erótica, ya que en el 2007 la novela "Con precaución" por J.L Langley ha sido nombrada como la primera novela publicada con temática omegaverse.  Y cerca de 200 novelas de omegaverse han sido publicadas en Amazon de enero a junio del 2020. Por lo que el omegaverse se ha vuelto un subgénero tanto de ficción comercial como no comercial del yaoi (manga estelarizado por parejas homosexuales masculinas).